# Astrid Böger
Astrid Böger (* 16. September 1967 in Bremen) ist eine deutsche Amerikanistin.

## Leben
Von 1987 bis 1993 studierte sie Anglistik, Amerikanistik und Germanistik an den Universitäten Bremen, Düsseldorf und Duke University. Von 1993 bis 2000 war sie wissenschaftliche Hilfskraft und Dozentin in der Amerikanistik an der Heinrich-Heine-Universität Düsseldorf. Nach der Promotion 2000 „summa cum laude“ im Hauptfach Amerikanistik an der Heinrich-Heine-Universität Düsseldorf mit der Dissertation People’s Lives, Public Images: A Critical Study of New Deal Documentary Practices war sie von 2000 bis 2005 wissenschaftliche Assistentin (C1) am Lehrstuhl für Amerikanistik an der Heinrich-Heine-Universität Düsseldorf. Von 2005 bis 2009 war sie Associate Professor of American Studies an der Radboud-Universität Nijmegen. 
Seit 2009 ist sie Professorin für Literatur und Kultur Nordamerikas an der Universität Hamburg. 2018 lehrte sie als Gastprofessorin an der University of Wyoming.
Ihre Schwerpunkte sind amerikanische Literatur des 19. und 20. Jahrhunderts, Medien- und Kulturwissenschaften, visuelle Kultur, Populärkultur, Genderstudien und -theorien und transnationale Kultur USA-Europa.

## Schriften (Auswahl)
- Documenting Lives. James Agee's and Walker Evans's „Let Us Now Praise Famous Men“. Frankfurt am Main 1994, ISBN 3-631-48096-2.
- als Herausgeberin mit Herwig Friedl: FrauenKulturStudien. Weiblichkeitsdiskurse in Literatur, Philosophie und Sprache. Tübingen 2000, ISBN 3-7720-2417-3.
- People's Lives, Public Images. The New Deal Documentary Aesthetic. Tübingen 2001, ISBN 3-8233-4663-6.
- Envisioning the Nation. The Early American World’s Fairs and the Formation of Culture. Frankfurt am Main 2010, ISBN 3-593-38790-5.